# Liste antiker Ortsnamen und geographischer Bezeichnungen/Xy
| Lateinischer Name | Griechischer Name | Beschreibung | Heute | Quellen und Verweise | Lage |
| ----------------- | ----------------- | ------------ | ----- | -------------------- | ---- |
| Xylenopolis       | Ξυλίνη πόλις      |              |       | Smith;               |      |
| Xyliccenses       |                   |              |       | Smith;               |      |
| Xyline Come       |                   |              |       | Smith;               |      |
| Xylopolis         | Ξυλόπολις         |              |       | Smith;               |      |
| Xynia             |                   |              |       | Smith;               |      |
| Xypete            |                   |              |       | Smith;               |      |